# Sasaki Yoshitsune
Sasaki Yoshitsune (jap. 佐々木 義経; * 1000; † 1058), auch Sasaki Noritsune, war ein japanischer Adliger aus der Heian-Zeit.

## Leben
Sasaki no Yoshitsune wurde im Jahr 1000 als ältester Sohn von Minamoto no Nariyori (源成頼) geboren.
Er wurde 58 Jahre alt und lebte bis 1058. Sasaki no Yoshitsune war Kugyō (Adliger) und gleichzeitig Bushō (Militärbefehlshaber). Ab 1003 war er zweites Klanoberhaupt der Sasaki (佐々木), sein Vorgänger war sein Vater Minamoto no Nariyori; ihm folgte nach seinem Tode Sasaki Tsunekata (佐々木 経方) als Anführer der Sasaki.
| Vorgänger            | Amt                            | Nachfolger       |
| -------------------- | ------------------------------ | ---------------- |
| Minamoto no Nariyori | Oberhaupt der Sasaki 1003–1058 | Sasaki Tsunekata |